# Arnuwanda I
Arnuwanda I fue un rey hitita del siglo XIV a. C. que sucedió a su suegro Tudhaliya I/II y gobernó en solitario desde 1400 a. C. hasta 1385 a. C. Además, durante un periodo no determinado, ejerció la corregencia con Tudhaliya I/II.

## Biografía
Su esposa fue Asmunikal, de la casa real hitita. De ambos se conserva un sello real en una tablilla de donación de tierras a Kuwatalla, cuyo texto dice: «Sello de tabarna Arnuwanda, el gran rey, hijo de Tudhaliya, sello de tawananna Asmunikal, gran reina, hija de Tudhaliya». Otro sello lleva la siguiente inscripción: «Asmunikal, gran reina, hija de Nikalmati».
Aunque parece que contribuyó activamente a las victorias militares de su predecesor, Tudhaliya, su propio reinado se caracterizó por una crisis del poderío hitita causada principalmente por las invasiones kaskas y de los pueblos de Arzawa y la alianza entre Mitanni y Egipto, que bloqueó la expansión hitita por el este y animó a los más díscolos de sus vasallos a rebelarse. 
A su muerte, estas invasiones y rebeliones dejaron el reino al borde del caos, por lo que su hijo y sucesor Tudhaliya III se encontró con una sitiuación muy complicada al comienzo de su reinado. Por otra parte, existe cierta controversia con un rey hitita mal documentado, Hattusili II, que para algunos historiadores [¿quién?] sucedió a Arnuwanda.